# George Seifert
George Seifert, né le 22 janvier 1940 à San Francisco, est un entraîneur américain de football américain. Il a été l'entraîneur principal des 49ers de San Francisco (1989 à 1996) et des Panthers de la Caroline (1999 à 2001) en National Football League (NFL).
Après plusieurs années passées au sein de différentes équipes universitaires, dont un passage avec l'université Cornell comme entraîneur principal, il rejoint en 1980 le personnel des entraîneurs des 49ers de San Francisco sous les ordres de Bill Walsh. D'abord entraîneur des defensive backs avant d'être promu coordinateur défensif en 1983, il remporte trois titres du Super Bowl (XVI, XIX et XXIII) en tant qu'assistant. Après la retraite de Bill Walsh, il est promu entraîneur principal des 49ers en 1989 et mène l'équipe à deux titres du Super Bowl (XXIV et XXIX) sous son contrôle.
Il démissionne après la saison 1996 en tant qu'entraîneur principal avec le plus haut pourcentage de victoires de l'histoire de la NFL. Il devient par la suite l'entraîneur principal des Panthers de la Caroline en 1999. Il n'arrive toutefois pas à qualifier les Panthers aux éliminatoires et est renvoyé après trois saisons avec l'équipe.